# Bitrasvase Ebro-Pas-Besaya
El conocido como Bitrasvase Ebro-Pas-Besaya es una conexión mediante tuberías que conecta el embalse del Ebro con las cuencas de los ríos Pas y Besaya, que discurren por Cantabria, España. La infraestructura trasvasa agua desde la cuenca hidrográfica del Ebro hacia la cuenca de dos ríos que vierten sus aguas al mar Cantábrico. La iniciativa de esta obra partió del Gobierno de Cantabria aunque fue ejecutado por el Gobierno de España, a quién pertenecen las competencias en materia hidráulica. Entró en funcionamiento por primera vez en el verano del año 2010. Su capacidad media anual es de 20 hm³, con un caudal máximo de 2.500 litros/segundo.
Esta infraestructura ha logrado evitar los históricos problemas de abastecimiento de agua que sufría el área metropolitana de Santander durante los meses de verano.

## Características
La captación de agua está a orillas del embalse, cerca de la localidad de Bustamante, en el municipio de Campoo de Yuso. Las tuberías de acero que parten del embalse, tienen un diámetro entre 1,8 y 0,6 m y una longitud conjunta de más de 60 km. Se conectan con los ríos Pas y Besaya y a través de ellos con la Autovía del Agua, permitiendo abastecer a 300.000 habitantes. Esta operación, que se hace en verano, permite abastecer de agua a Santander y a toda la costa cántabra que en la época estival sufre escasez de agua debido a la alta demanda que produce el incremento de población en esta época del año por el turismo.
El bitrasvase cuenta con diversos tramos en túnel y siete estaciones de bombeo, algunas de ellas reversibles. El sistema permite también la devolución del agua en invierno, cuando los ríos Besaya y Pas van muy cargados de agua; no obstante en septiembre de 2017 el Ministerio de Medio Ambiente eximió a Cantabria de la devolución de esa agua, teniendo en cuenta el elevado coste que supondría bombear el agua de nuevo al embalse, a una cota de 1072 metros, y teniendo en consideración que la cantidad que toma Cantabria del embalse es muy pequeña en relación con la capacidad total del mismo. 